# أوفير عمرام
أوفير عمرام هو لاعب كرة قدم إسرائيلي في مركز الوسط، ولد في 19 يونيو 1986 في القدس في إسرائيل. لعب مع بيتار القدس ومكابي نتانيا ونادي هبوعيل القدس.